# Liasis
Liasis är ett släkte av ormar. Liasis ingår i familjen pytonormar.
Arterna är med en längd av 1,5 meter eller något större medelstora till stora ormar. De förekommer i Australien, på Nya Guinea och på flera andra öar i regionen. Individerna lever i skogar, i träskmarker och i öppna landskap. De jagar olika ryggradsdjur, inklusive andra ormar. Honor lägger ägg.
Arter enligt Catalogue of Life:
- Liasis fuscus
- Liasis mackloti
- Liasis olivaceus

The Reptile Database listar ytterligare en art:
- Liasis papuana